# Tomislav Koljatic Maroevic
Tomislav Koljatic Maroevic (Santiago del Cile, 19 settembre 1955) è un vescovo cattolico cileno di origine dalmata.

## Biografia
Nato da genitori originari di Prasnizza (isola di Brazza) e Cittavecchia (isola di Lesina), venne ordinato presbitero il 17 agosto 1987, fu eletto vescovo ausiliare di Concepción, titolare di Bencenna il 27 novembre 1997, e consacrato il 6 gennaio 1998 a Santiago del Cile.
Nominato vescovo di Linares il 17 gennaio 2003, fece il suo ingresso in diocesi il 15 marzo dello stesso anno.

## Genealogia episcopale
La genealogia episcopale è:
- Cardinale Scipione Rebiba
- Cardinale Giulio Antonio Santori
- Cardinale Girolamo Bernerio, O.P.
- Arcivescovo Galeazzo Sanvitale
- Cardinale Ludovico Ludovisi
- Cardinale Luigi Caetani
- Cardinale Ulderico Carpegna
- Cardinale Paluzzo Paluzzi Altieri degli Albertoni
- Papa Benedetto XIII
- Papa Benedetto XIV
- Papa Clemente XIII
- Cardinale Enrico Benedetto Stuart
- Papa Leone XII
- Cardinale Chiarissimo Falconieri Mellini
- Cardinale Camillo Di Pietro
- Cardinale Mieczysław Halka Ledóchowski
- Cardinale Jan Maurycy Paweł Puzyna de Kosielsko
- Arcivescovo Józef Bilczewski
- Arcivescovo Bolesław Twardowski
- Arcivescovo Eugeniusz Baziak
- Papa Giovanni Paolo II
- Vescovo Tomislav Koljatic Maroevic